# トレーディングカードゲーム
トレーディングカードゲーム（Trading Card Game、略称TCG）とは、トレーディングカード（略称トレカ）として販売されている専用のカードを用いて行うカードゲームの意味である。多くは対戦形式の2人プレイである。英語圏では一般的にコレクタブルカードゲーム（Collectible Card Game、略称CCG）とも呼ばれる。

## 概要
トレーディングカードゲーム（以下TCG）とは、各プレイヤーがコレクションしたカードの中から、自由に、あるいはルールに則して組み合わせたカードの束（「デッキ」と呼ぶ）を持ち寄り、2人以上で対戦を行うゲームである。原則として、デッキはプレイヤーひとりひとりが1つずつ用意し、同じタイトルでも持ち主が異なるカードやデッキを混ぜて遊ぶことはない。
アメリカの『マジック:ザ・ギャザリング』から始まって日本でも火が付き、『ポケモンカードゲーム』『遊戯王OCG』『デュエル・マスターズ』などの発売によって日本でさらに普及した。
ひとつのTCGには通常、何百種類という数のカードが存在し、それぞれのカードにはオリジナルモンスターやアニメーション原作などのキャラクターをはじめ、様々なイラストが描かれている。また、その描かれたイラストに合わせて、カードごとに異なった能力値や効果が与えられ、数字や文章などで表記されている。これらのカードを組み合わせて作るデッキは、非常にバリエーションに富んだものとなり、
- 特定のキャラクターを中心としたデッキを組み、その個性を楽しむ。
- ゲームで勝つことを狙い、強力なデッキを作る方法を追求する。
- 誰も思いつかない、オリジナルの戦術を持ったデッキを考える。

などといった遊び方ができるようになっている。ゲームへのモチベーションを保つための大会などのイベントも定期的に開催されている。より詳しくは特徴を参照のこと。
TCGの多くはカードに「レアリティ」「レアネス」などと呼ばれる希少度の段階を設けている。主にゲームの根幹となる基本的な効果を割り当てられたカードの希少度は低く、ゲーム内において効果の高い、あるいは複雑な効果を持つカードの希少度は高い。このように、収集性とゲームを結びつけたシステムは商業的な成功に多大な可能性を示し、特にアニメなどのキャラクターグッズとしてかなりの成功を収めている。また一部のタイトルではTCGの持つ競技性を重視し、後述の『マジック:ザ・ギャザリング』のように厳密にルールを設定し、国際競技や世界大会が開催されているものもある。

## 歴史

### TCGの発祥
トレーディングカードゲームはトレーディングカードで遊ぶゲームである。トレーディングカードはそれ自体の観賞性などから、収集が目的となる場合が多かったが、トランプ、UNOなどの古典的なカードゲームの発展形として創作されてきたカードゲーム（日本では翔企画の『モンスターメーカー』、海外では『ニムト』などが代表であろう）からのアプローチとして、トレーディングカードの仕組みと流通形態を巧みに利用した卓上ゲーム、すなわちトレーディングカードゲームが考案された。
世界初のトレーディングカードゲームはアメリカの数学者リチャード・ガーフィールドがデザインし、ウィザーズ・オブ・ザ・コースト社から1993年8月に発売された『マジック:ザ・ギャザリング』である。主にTRPGのプレイヤーを対象として売り出されたこのゲームは、彼らがそれまで熱中していたテーブルトークRPGやシミュレーションゲームに比べてずっと短時間で終わること、準備と研究に労力を注いだだけ強くなれることがユーザーにアピールされ、瞬く間に大ヒットとなった。その後、『マジック:ザ・ギャザリング』の影響を受けたと推測される、亜種とも呼べる様々なTCGが誕生した。それ故に「『マジック:ザ・ギャザリング』こそTCGの原点である」と言われている。
またウィザーズ・オブ・ザ・コースト社は、1993年9月に国際公式競技組織「Duelists' Convocation」（後のDCI）を設立、世界大会や賞金大会などを開催し、単なる娯楽とは異なる「マインドスポーツ」としてTCGの競技性をアピールした。

### 日本における歴史
トレーディングカードゲームでは無く、カードゲーム（トランプのように固定された構築済みデッキで遊ぶゲーム）であるが、1980年代後半にアメリカからのテーブルトークRPGの波及と共に日本でも『モンスターメーカー』を先駆けとしたイラスト付RPG風カードゲームが『ダイナマイトナース』を始めいくつも生まれていたが、テーブルトークRPGの沈静化とともに次第に姿を消していった。また『SDガンダム』や『ドラゴンボール』などを題材としたカードダスや『Jリーグカード』など低年齢向けの単純なルールでゲームもできるトレーディングカードはあったが、これらはゲームを主体としたものではなかったため、公式のルールサポートも行われておらず大会などが開催されることも無かった。
1993年にアメリカで『マジック:ザ・ギャザリング』が発売されると、日本でもテーブルトークRPG誌で紹介され、翌1994年にはテーブルゲーム専門店などで輸入販売が行われるようになる。テーブルゲーム愛好家と言う限られたユーザー層ながらもアメリカ同様のブームを巻き起こすが、テキストが英語であるため、普及するにつれ日本語版の公式発売を望む声が高まっていった。
1996年に初の本格的な国産TCGとして株式会社メディアファクトリー（当時）から『ポケモンカードゲーム』、バンダイから『スーパーロボット大戦 スクランブルギャザー』が発売され、ヒットする。『ポケモンカードゲーム』はその名のとおり、任天堂の『ポケットモンスター』を題材としたTCGである。同年のほぼ同時期に『マジック:ザ・ギャザリング』の日本語版の販売も開始され、より高年齢層の間でヒットした。またこの年、週刊少年ジャンプで連載されていた漫画『遊☆戯☆王』で、『マジック:ザ・ギャザリング』を元にした「マジック&ウィザーズ」というTCGを題材とする話が描かれて人気となり（『遊☆戯☆王』は当初はカードゲームとは関係ないストーリーだったが、「マジック&ウィザーズ」登場以降はカードゲーム中心の漫画になった）、TCGを日本に広めるための一翼を担った。
1997年には富士見書房が、国内市場での『マジック:ザ・ギャザリング』に対する明確な対抗馬として初の本格的オリジナルキャラクターTCG『モンスターコレクションTCG』を発売した。日本国内のファンタジー系有名イラストレーターやマンガ家を起用し、マンガ・アニメファンの取り込みを狙ったタイトルであった。その他、TCG以外の原作に依存しないオリジナルのゲームとして株式会社ブロッコリーの『アクエリアンエイジ』が生まれる。マンガ・アニメファンを狙ったTCGとしては機動戦士ガンダムシリーズを主題にしたバンダイの『ガンダムウォー』、株式会社リーフ・アクアプラスの人気女性キャラクターを使ったティーアイ東京→イマ・エンターテイメントの『リーフファイトTCG』などが多く出されていくようになる。
元々関連商品としてトレーディングカードを販売することの多かった子供向けのマンガ・アニメとTCGの親和性はかなり高く、1990年代末期から2000年代初頭にかけて、人気のコンテンツはなんでも片っ端からTCGにするような「キャラクターTCGブーム」の社会現象がおこり、これによってTCGの存在が一般にも浸透した。その反面、子供たちの間で交わされた金銭トレードやカード万引き、封を切らずに中身のカードを探る「サーチ行為」など、負の側面もPTAなど一般に知れ渡ることとなる。こういった流れの中1999年、漫画『遊☆戯☆王』の劇中TCGを基にした『遊☆戯☆王オフィシャルカードゲーム デュエルモンスターズ』がコナミから発売され、未だ底の見えないロングランヒットを続けている。2002年には、タカラの『デュエル・マスターズ』が発売され、これもヒット商品になっている。このようなTCGを軸にしたコンテンツ展開は現在でも主流となっている。
2000年には、未来蜂歌留多商会の『パワーリーグ 夢のスタジアム2000』が登場しヒット。直後にコナミも『フィールド・オブ・ナイン』を発売。これらはプロ野球を題材にしたTCGであり、それまでのTCGとは異なる購買層を開拓する商品として注目された。
2002年には、セガ（後のセガ・インタラクティブ）の『WORLD CLUB Champion Football』が登場した。これは一般のTCGとは異なり、業務用ゲームに対応したTCG、トレーディングカードアーケードゲーム(TCAG)である。このTCAGは日本から産まれたTCGの発展形態であり、アーケードゲームと呼ばれる、ゲームセンター等に置かれるゲーム筐体にカードの読み取り機能を付け、使用するカードを読み取ることによりゲームを行う。通常のカードゲームより複雑なゲームを簡単に行うことができる。『WORLD CLUB Champion Football』の他にも『三国志大戦』などヒットゲームを生み出し、トレーディングカードとしても大きな市場を形成している。
2003年には、男児向けのTCAGである『甲虫王者ムシキング』が登場しヒットした。のちに女児向けの『オシャレ魔女♥ラブandベリー』なども人気を博しており、これらのゲーム筐体はゲームセンターはもちろん、スーパーマーケットや玩具店といったより身近な場所に置かれ、週末には順番待ちの子供の行列が出来ることもある。

### 競技系TCGとキャラクターTCG
最初のTCGである『マジック:ザ・ギャザリング』は、『コズミック・エンカウンター』や『King of the Tabletop』と言ったボードゲームにヒントを得て制作されたこともあり、思考力や技術を競うことを重視して作られたタイトル（競技系TCG）であった。背景設定などは他のメディアの既存作品を原作とせず、完全にオリジナルで、カードに描かれたキャラクターは重視されておらず、プレイヤーに設定されたポイントの有無で勝敗が決するなど、対戦の中心はあくまでもプレイヤーであった。
しかし後続のTCGのうち最初期に作られた『ポケモンカードゲーム』や『スーパーロボット大戦 スクランブルギャザー』は、他のメディアを原作に持ち、カードに描かれたキャラクター同士の対戦を中心としたタイトル（キャラクターTCG）であり、カードを所定の状態にすることで勝敗を決するなど、プレイヤーは対戦の影響を受けることがない存在であった。「プレイヤーはキャラクターを指揮するだけの存在で、ゲーム中に対戦するのはキャラクター同士」と言ったシステムは原作メディアと共通であるため、テーブルゲームに馴染みのない原作メディアのファンがこれらのタイトルを新規に始める事例も見られるようになり、TCGのユーザー層拡大の一翼を担った。特に『ポケモンカードゲーム』は、1999年に英語版が発売されると原作メディアの知名度と人気も相俟って世界的な人気を博し、最盛期の販売数は『マジック:ザ・ギャザリング』を上回った。また『スーパーロボット大戦 スクランブルギャザー』も、原作メディアが複数のロボットアニメを出典としているため、出典元であるロボットアニメそのもの、あるいは登場人物や登場メカのファンを取り込むことに成功した。

### 現在の状況
メディアクリエイトの調べでは、日本でのTCGの市場規模は2013年までの過去10年間は800億円台と推移しており、TVゲームを除く玩具の中では特に人気の高い商品となっている。ポケモンカードは、国内でも値段が高くなっており、鑑定カードは1枚で2022年当時5000万円の値段が付いた。ワンピーストレーディングカードは後発ながら2022年7月に発売されると店頭、通販で品切れている。発売当時の尾田栄一郎のメッセージではトレカと言えば代表作として、遊戯王を語っている。
漫画やアニメ・ゲームなどとタイアップするか、若しくはそのキャラクターを用いたタイトル（キャラクターTCG）が主なヒット作となっている。『遊戯王OCG』『デュエル・マスターズ』『 カードファイト!! ヴァンガード』『バトルスピリッツ』の子供向けのタイトルは、TCG全体の売り上げの3分の2を占める高い人気を誇り、子供だけではなく高年齢層にもファンが多い。さらに、『ムシキング』『おしゃれ魔女ラブ&ベリー』など、より視覚的なゲーム性を高めたTCAGが発売され、低年齢層を中心に人気のタイトルとなっている。これに対し、青少年から大人に人気のキャラクターを用いた『ガンダムウォー』『サンライズクルセイド』『レンジャーズストライク』。いわゆるキャラクター萌えを特徴とする男性向けTCGの『リセ』や、女性向けTCG『CLAMP in CARDLAND』など、比較的高い年齢層を意識した作品も多数発売されており、安定した固定ファンを持つ。他にも様々なキャラクターで数多くのTCGが企画され、それぞれに成功を収めている。さらに2009年ブシロードより美少女系作品、アダルトゲームおよび、女性人気を持つ作品を題材とした『ヴァイスシュヴァルツ』など、成人プレイヤーを対象としたTCG。ボーイズラブ系作品および、アダルトボーイズラブゲームを題材とした『アリス×クロス』など、成人女性プレイヤーを対象としたTCGも発売されるようになっており、TCGの年代層は年々幅広くなっている。
上記のように近年のTCGでは同じ製作会社・漫画家、同系列の作品ジャンル同士を、同じタイトルとして発売することが非常に多い。これは一つの作品としては、TCG化が難しいものでも、複数の類似作品を集めることで、そのジャンルのファンを多数取り込むことが可能であり、近年のスターシステムブームが取り入れられている。また、カードに使用するキャラクターが底を突くことを防ぐ作用もある。バトルスピリッツ等はバンダイの持つ新世紀エヴァンゲリオン、ゴジラ、ウルトラマン等強力なIPを集めている。鬼滅の刃は作品単独ではなく、アニプレックスのキャラクターを集めているビルディバイドとして発売された。

## 販売形態

### パッケージ
多くのTCGは、以下のような形式で販売されている。
スターターパック
未経験者がゲームを始めるときに必要な用具一式が入ったセット。ただしスターターパックの存在しないタイトルもある（『VSシステム』『ベースボールヒーローズ』など）。
アナログTCGの場合は、そのまま遊べる構築済みデッキまたはデッキ構築可能な枚数分ランダム封入されたカード、ルールブック、チュートリアルメディア等で構成される。タイトルによっては、各種カウンター（目印）類やプレイマットなどの備品が付属する場合もある。
アーケードTCGの場合は、そのまま遊べる構築済みデッキ、データの保存に必要な記録媒体（カード）、ルールブック、カードスリーブが販売されている。カードスリーブと記録媒体は単独でも販売される。
カード構成は、「ゲームの基礎を覚えるのに適した構築済みデッキ」「ブースターパック同様にランダム封入」のいずれかである。また、構築済みデッキは基本的な効果を持つカードだけで構築されており、タイトルによっては数種類が用意されていることもある。
ランダム封入のスターターパックの場合、スターターパックの複数購入やブースターパックの購入が事実上必須となる。
構築済みデッキ
そのままデッキとして遊べるようにカードが集められたセット。中に入っているカードは固定されており、30 - 60枚ほど（デッキの構築に必要なルール上の規定枚数）のカードで構成されている。販売単価は概ね1000 - 2000円程度。ルールブックとともに、簡単な効果のカードが封入され、ゲームのルールを理解するのに便利なセットとなっている。デザイン上意図された活用法に合わせたデッキ、面白い動きをするデッキや、大会で活躍している強力なデッキ（あるいは、過去の大会の優勝デッキなど）などがこの構築済みデッキとして用意されることが多い。あまりお金をかけずに遊びたいカジュアルプレイヤーでも、構築済みデッキを買っていくだけで十分楽しめるようになっている。
拡張パック（ブースターパック）
より面白いデッキや、より強力なデッキを作りたいプレイヤーが購入することを想定したセット。ランダムに選ばれた5 - 15枚程度が1まとめにされ、封を切らないと中が見えないようになっている。また、通常は付属品もない。前述のスターターパックや構築済みデッキと組み合わされて遊ぶことが想定されており、プレイする上で基礎的な働きをするカードは含まれていないことが多い。1パック当たり150 - 500円程度と比較的安価であり、気軽に追加購入できるように工夫がなされている。パック単位で買うのが基本であるが、新作発売と同時に「箱買い」「カートン買い」をする熱心なプレイヤーも多い。
オリジナルパック
店舗・業者側が独自にカードをまとめてパック化し販売しているもの。「オリパ」と略されている（福袋#オリパも参照）。近年、YouTubeでオリパの開封動画が盛んに投稿され、オリパの個人販売や自販機販売が行われるなど人気を博す一方、高い射幸性による違法性を懸念する声が存在する。
限定販売・限定頒布
メーカーイベントの入場特典・書籍の付録・コンピューターゲームの付録・映画前売券の購入特典など、なんらかの商品販売企画とのタイアップとして、付属するTCGのカード。
こういった目的のカードは付属する商品・サービスの購買意欲を上げるため、意図的に破格の強さを与えられることもある。
ゲームバランスを崩壊させないため、既存カードの別バージョン、実際には使えないカード、使用できるまでに時間がかかるカードが配布されることもある。
ただし、様々な配慮や制限をして使用できる様にしても、結局はメーカーにとって想定外の新戦術の確立などでゲームバランスを崩してしまう要因となり、これを持たぬプレイヤーから大きな不満を呼び、結果的にはさらに大きな制限が掛かってしまうカードも見られる。
また公式の販売形態では任意のカードが入手しづらいため、非公式ではあるが任意のカード単体をシングルカード販売するカードショップも少なからず見られる。
TCGの販売元は、プレイヤーやコレクターが、より珍しく、より魅力的なカードを集めるためにたくさんのパックを買うようにカードを分配している。珍しいカードほど、ゲームに使った際に有利となることが多く、またこれらのカードは専門店などで単体として買う場合、他のカードに比べてより高価になる傾向がある。ただし、例えば特定のイラストレーターを追いかけていて、そのイラストレーターのカードだけをコレクションしているなど、ごく少数の特定のカードの収集が目的であれば、それが出るまでパックを買い続けるよりも単体で購入した方が、トータルで見た場合に安価に済ませることができる。
TCAGの場合、プレイするごとに数枚（たいていは一枚）のトレーディングカードが排出されるため、ブースターパックは販売されない（例外として『アクエリアンエイジオルタナティブ』は、元となったアナログ版『アクエリアンエイジ』の一部のブースターパックに、パック1袋につき1枚含まれている）。
なお特殊な頒布形態として、『Z/X』は販売以外にスタータデッキの各カードを印刷してあり、切り取って使用するタイプのパンフレットとして製本して、それを店頭無料配布していた。

### 付属品
パッケージにはカードが封入されているほか、プレイに必須の小道具が付属していることもある。
- ルールブック
- 電磁記憶媒体（磁気カード）
TCAGの場合、磁気カードやICカードなどの電磁記録媒体およびゲーム会社の管理するサーバにプレイ結果などの各種データが記憶され、同じアーケードゲームが設置されている日本全国どこのゲームセンターでもデータの読み出しを行なうことが可能になっている。なお、ゲーム会社のサーバにもデータの一部が記録されるのは、主にICカードのデータ改竄による不正防止の為である。

また、プレイに必須ではないもののプレイに役立つ小道具が付属していることもある。それらの小道具は個別に販売されることもあるほか、自作したり代用品が用いられたりすることもある。
- カウンター（目印）
数を数えるために使われる目印。
- トークン（目印）
カードの効果により生み出された「カードとしては存在しない手駒」を示す目印。
- プレイマット
カードの配置を示したり、カードを傷つきにくくしたりするために敷かれるシート。タイトルによっては、カウンターとして使用できる数字が印刷されているものもある。
- カードスリーブ（保護ケース）
ゲームの特性上、カードが磨耗した際に新しい同種のカードに買い換えることが不可能であるため、カードの磨耗を防ぐために用いられる。なお磨耗の少ないカードは、カード取引市場で高い価値を持つ。
- コイン、サイコロなどの乱数発生装置
タイトルによっては、カードの効果でコインやサイコロを使うよう指示されているものがある。
- カードケース、デッキケース、カードボックス、ストレージボックス
カードをまとめて保管するための箱。デッキ1種＋α程度の枚数（目安として100枚前後）を保管できる小型のものを「デッキケース」と称し、複数個のデッキを保管できるもの（目安として200枚以上）を「カードボックス」、カードボックスの中でも大型のものを「ストレージボックス」と称す。

### シリーズ（エキスパンション）
TCGでは、カードの普及による市場飽和や対戦環境の硬直を防ぐため、新しいカード群が定期的に追加発売される。そのため発売されるカードは、カード群ごとにひとつのシリーズと見なされる（通常は「エキスパンション」と呼ばれる。以下「シリーズ」で統一）。これらは通常、以前のシリーズのカードと組み合わせて遊ぶこともできる。新旧の組み合わせで思わぬ効果（コンボ）が生まれることもあり、これもTCGの魅力の一つといえる。新しいシリーズが発売されると、ゲームの戦略や方向性が大きく変化し、ユーザー全体に少なからぬ影響を及ぼす事もある。
シリーズは、過去のシリーズに新しいカードを追加する以外にも、ある一定のテーマや概念に基づいて新たにデザインされる（ことにより、メーカー側が対戦環境やゲームバランスを調整する）場合もあり、以前のシリーズにない新しいテーマや概念に基づくシリーズがカード市場や対戦環境を一変させる事例も珍しくない。
一般に新しいシリーズが発売されると古いシリーズは販売停止となる。しかし、特に長期に渡って販売されているタイトルでは、ユーザーの要望や新規参入者への配慮などにより、過去に販売された強力なカードを復刻して集めた構築済みデッキや拡張パックを用意している場合もある。

## 特徴

### カード
TCGは、ひとつのタイトルにつき百種類以上のカードから構成されるが、これらのカードは異なる名前と能力を持つ。また、カードの多くは「基本ルールより優先すべき特殊ルールが適用される能力」を持っている。
- カードには希少度が設定されている。
  - 希少度の段階はタイトルによって異なるが、最低でも「とても珍しい（レア）」「まあまあ珍しい（アンコモン）」「特に珍しくない（コモン）」の3段階が存在する。コレクション性を高めるため希少度を更に細分化しているタイトルもあり、希少度の呼称が異なることも多い。
  - 希少度の高い（＝珍しい）カードほど生産量が少なく、公式販売されているパックにおける封入の割合も少ない。
  - 希少度の高いカードほど、持っている能力や効果が優れている傾向にある。希少度の低いカードは比較的単純で基本的な能力や効果のものが多いが、希少度の高いものは数値がより優れていたり、制限が緩やかであったり、能力や効果が柔軟で応用が利きやすかったりする。その分、能力や効果は複雑になりがち。ただし、希少度の高いカードが必ずしも優れているとは限らない。ユーザー間では、希少度の高さに比して能力や効果が劣るカードは「紙」、逆に希少度以上に優れたカードは「壊れ」と呼ばれることが多い。
  - カードに光沢を加えた（ホイル仕様、金銀の箔押し、光沢フィルムの上張り、レリーフ調など）、いわゆる「光り物」カードが存在するタイトルも少なくない。光沢加工されたカードは一般に、未加工のカードより価値が高い。加工の有無が希少度で決まるタイトルと、同一カードに未加工のカードと光沢加工してあるカードの二種類が存在するタイトルとがある。

- 多くのTCGでは、プレイヤーが指揮する「実体を持つ」カード（クリーチャー、ユニット、モンスター等と呼称され、将棋に例えれば駒に相当する）と、それをサポートする「使い捨ての効果を持つ」カード（魔法、罠、イベント、ストラテジー等と呼称される）が準備されている。

- カードには似たような特性を持つ「系統」があり、「色分け」により区別される。
  - カードの系統＝「色」には通常、基本となる特性が設定されており、基本特性に応じた長所と短所を持つ。また色同士の相性も設定されており、総合的には色による有利不利がないに等しい（ようにデザインされる）。

- カードには、そのカードの能力や人物などを示すイラストが描かれている。
  - カードとしての能力は全く同一でも、イラストが異なるカードも存在する。イラストの違いによって、カードに付加価値が生じることも珍しくない。
  - カードによっては、ルールとして適用されない雰囲気付けの文章（フレイバー・テキスト）が書かれている。フレイバー・テキストにはカードの人物を象徴する台詞や、カードの能力を象徴するエピソードが多い。これらの文章がない、能力値だけのカードをバニラ(カード)とも呼ぶ。

### デッキ
TCGの最大の魅力は、各プレイヤーが集めたカードの中から好きなカードを選んで、デッキを構築することにある。デッキは、何百種類もの異なったカードから組み立てることができ、その組み合わせと戦略には限りがない。
- カードの系統＝「色」によって、戦略や戦術の向き・不向きがある。
  - デッキを構成するカードの色は、一般に統一した方が有利とされる。ただし色を統一すると色の持つ弱点も顕著になり、また色を増やすと有利になるカードもあるため、色の統一とデッキの強さについて一概には言えない。さらに、特定の色の場合に効果が制限[注 9]されたり逆に強化[注 10]されたりする場合がある。
  - カードの選択はデッキの戦略・戦術に直結しているため、逆に組み込まれたカードからデッキの持つ戦略・戦術をある程度判断できる。
- 殆どのTCGではカードが種族、属性などで「色分け」されており、デッキ構築上、多色の混合を事実上制限する構成になっているものが多い（逆に、アヴァロンの鍵のようにすべての色をバランスよく混合することを事実上強要されるゲームもある）。（『マジック:ザ・ギャザリング』での青・黒、『Lycee』での雪・花、『デュエル・マスターズ』での水・火等々）また、「色」自身に基本性質が設定されているのが普通で、ライフダメージ、速攻、中速、手札操作などの様々なデッキタイプが産まれる。
- 戦略に基づいてカードの組み合わせを洗練すると、結果としてデッキの戦略と構築に典型的な傾向（＝デッキタイプ）が現れる。各デッキは通常、そうした類型デッキの1バリエーションとして分類される。
- どのようなデッキにも何かしらの弱点があり、「絶対に負けないデッキ」は原則として存在しない。「絶対に負けないデッキ」の存在は、戦術や戦略の価値を失わせるためである。仮に「絶対に負けないデッキ」が発見された場合は、エラッタが発表され弱点を持つように修正される。
- 対戦の際、最も有利と予想されるデッキを仮想敵とし、そのデッキに勝つためのデッキを構築することがある。こうした予想を、対戦する前からゲームが始まっているものと見なしてメタゲームと呼ぶ。1回の対戦だけではなく対戦に関わる様々な情報や予想などを含めて、ひとつの「ゲーム」と見なす概念である。
- 強さだけを追求せずに、気に入ったキャラクターやテーマを用いることを第一の目的としてデッキを組む場合もある。これをファンデッキと呼ぶ。キャラクターのファンデッキを組む楽しさを重視し、企業側でファンデッキを組むために便利なカードを用意している場合もある。
- 主要なタイトルでは「構築済みデッキ」が用意されていることが多い。

### トレード
公式のカード販売形態ではカードがランダム入手となるため、必ずしもデッキの戦術・戦略に相応しいカードが入手できるとは限らない。そのため、プレイヤー同士がお互いのカードを合意の上で交換する状況がしばしば見られる。このカード交換を「トレード（trade、原義は取引）」と呼ぶ。TCGの「トレーディング」とは、こうしたトレード行為を指す。
トレードは一般に、カード単体の効果と希少性、人気などを考慮した上で「価値が等しいと見なされた」カード同士を交換する。必ずカード枚数が一致するとは限らず、高い価値を持つと見なされるカード1枚は、より価値が低い複数枚のカードと交換される場合もある。ただしトレードにはある程度のカード知識が必須となるため、カード知識に乏しい初心者を欺く者もいる。こういったトラブル防止を目的として、公式試合会場やカードショップでは建物内でのカードの交換行為を禁止している。
また、カードの価値を金銭に換算してトレードを行う場合もあり、一般に「金銭トレード」と呼ばれる。金銭トレードは、個人間はもちろん、TCGを販売している店舗が仲介業者として行っているケースも多々見られる。仲介業者が行う金銭トレードは、業者によるカードの買取もしくはカードの単体販売と見なされ、一般に前者は「シングルカード買取」、後者は「シングルカード販売」と呼ばれる。詳細は投資を参照のこと。

### コンボとエラッタ
TCGでは、単体のカードの効果とは別に、カードの効果を複数組み合わせることで強力な相乗効果を起こせる場合がある。これを「コンボ」「シナジー」などと呼ぶ（以下「コンボ」で統一）。強いデッキを組むためには、効果的なコンボをデッキに組み込むことがほぼ必須となっている。
全てのカードの組み合わせを発売前に調査することは事実上不可能なため、「対抗手段が存在せず、順番決めで先攻を取る、あるいはゲームが始まってから少ないターン数があれば高確率で勝てる」というレベルの強力なコンボ・デッキが考案されることがある。このようなデッキの存在は、ゲームを「幸運だけを競うもの（＝コンボに必要なカードを早く揃えた方が勝ち）」にしてしまうため、メーカー側はテストプレイやコンピューターによるシミュレーションを繰り返してデータを蓄積し、こうしたコンボが生まれないように注意を払っている。また、こうしたコンボがカード発売後に発見された場合、メーカーなどが主催する公式大会では、コンボに必要なカードを使用禁止にする処置（「禁止カード」の指定）や、カードの効果を保ちつつコンボが成立しないようカードやルールを修正する処置（「エラッタ」の発表）が採られる。その他にも、コンボに必要なカードが無制限にデッキに組み込めないよう、ひとつのデッキに組み込める同一カードの枚数が規定されている（カードの「枚数制限」）。TCGが持つ戦術性や戦略性を保つため、またルールに対する共通認識を取りやすいため、非公式の対戦においても公式大会のルールに準じる事例は珍しくない。
限定販売のカードなどでは、カードを燃やしたり破り捨てたりするといった荒唐無稽な効果や、性交シーンなどといった公衆の場で出すことがはばかられるようなイラストのものがあり、このようなカードはあらかじめ禁止カードであることがカード中に明記されている。
なおTCAGでは、カード効果は筐体を通じて全てサーバで処理されるため、カード効果の細かい調整はサーバ管理者（すなわちメーカー）の裁量で自由に行える特性を持つ。こうした特性から、TCAGではカード効果について記述を曖昧にし（ダメージ量や効果持続時間を明記しないなど）、カードの記述と一致する範囲内でのバランス調整を定期的に行うことが多い。主に単独でエンドカードとなるような強力すぎるカード、使用率の高すぎるカード、大会の優勝者のデッキに含まれていたカードが下方修正され、使用率の低い色やカード、希少度に比してトレードレートが低すぎるカード（1枚の放出に対して一般的なレアカードの希望が通らないようなスーパーレアなど）が上方修正される。
新規カードの追加など大幅な変更が行われる場合は、同時に禁止カードやエラッタが適用されることもあり、それらは発効と同時に即座にすべてのゲームに強制適用される。

### その他
TCGは『マジック:ザ・ギャザリング』を原点とするため、アメリカ英語に基づいた用語や『マジック:ザ・ギャザリング』の設定に基づいた用語が多く見られる。例えば「デッキ/デック」は本来「ひとまとまりのカード」を意味する英語 deck であり、日本語で言う「トランプ」も英語では deck である（日本では慣用的に「デッキ」と読まれるが、英語の発音は「デック」の方が近い）。また、カードを置く向きを縦向きから横向きに変えることを「タップ」(その逆にする事は「アンタップ」)と俗称するが、これは元々『マジック:ザ・ギャザリング』のルール用語であり、ウィザード・オブ・ザ・コースト社が商標登録している（ため、他のタイトルでは意図的に異なる用語が使われる）。従って、『マジック』以外にこの用語を公式に用いるTCGは、『デュエル・マスターズ』や『ウズマジン』などの、ウィザード・オブ・ザ・コースト社の商品のみである。
TCGプレイヤーの年齢層は幅広く、イベントなどでは中年の専門家などと十代の少年達が、好きなTCGについて活発な会話をする状況も頻繁に見受けられる。

## 対戦
TCGの対戦はしばしば「デュエル」（duel、決闘の意）と呼ばれる（ただし、アーケードカードでこの語が使われることはほとんどない）。元々は『マジック:ザ・ギャザリング』における用語であった（ただし現在では「ゲーム」に改められている）が、漫画『遊☆戯☆王』でこの語が頻繁に使用されたこともあり、TCG界隈では普遍的に用いられる。また同様の理由で、プレイヤーを「デュエリスト」と呼ぶこともある。公式の呼称で「デュエリスト」を用いるゲームは、『遊戯王OCG』以外は前述の理由により『デュエル・マスターズ』のみである。
TCGを遊ぶためには対戦相手の存在が必要不可欠であるため、販売側が積極的に対戦環境を提供している。TCGを取り扱う店舗の多くは、カードの購入客が低料金または無料で使用できる対戦専用のスペース、通称デュエルルームもしくはデュエルスペースを設けている。身近な友人のみならず、店で出会った見知らぬプレイヤーと対戦することも醍醐味である。ただし2009年現在、TCGブームの衰えによりデュエルルームを撤去する店舗も相次いでいる。また、ゲームの新作が発売されるのを契機としてそれまでのゲーム対応のテーブルを新作対応のテーブルに模様替えする場合もある。TCAGでは、ゲーム機がオンライン上で対戦相手を探してくれることが多い（対戦相手が店舗内に限られるタイトルもある。また、CPUに対戦相手役をしてもらうこともできる）。
メーカーなどが主催する公式大会も数多く開催され、その大会で好成績を挙げることを目標とするプレイヤーも多い。場合によっては賞品や賞金が提供される大会も存在する。公式大会で上位入賞したデッキは、そのカード構成（デッキレシピ）が公開され、その後の対戦環境やカードの「相場」に大きく影響する。
大会での活躍を目指すプレイヤー達によって、効果が大きく希少価値の高いカードの「相場」は高くなる。詳細は投資を参照のこと。
対戦環境の硬直を防ぐため、一定期間ごとに新しいカードが追加発売されると言うゲームの性質上、そのタイトルにおける主要な公式大会に参加し続けるには、新しいカードが発売される毎に一定量を購入し続けなければならないケースが多い（ただし、トッププレイヤー（プロゲーマー）の経済的理由による引退を防ぐため、一定基準（賞金額など）を満たしたプレイヤーに対して新シリーズのパックを運営者から提供するタイトルもある）。なお、アーケードカードではゲームへの参加とカードの購入は1セットなので、ゲームに参加し続ければ同時にカードを（ユーザーの意思に関わらず）購入し続けることになる。また、アーケード以外でも公式大会の中に、新作のプロモーションを兼ね、そのデッキ（スタータデッキ/ブースターパック）以外の使用出来ない条件で行われる試合を設定する場合もある。
なおTCGにおける対戦人数は一般に1対1だが、『マジック:ザ・ギャザリング』は3名以上が同時に1つの対戦を行なうことも可能であり、各プレイヤーが同時に複数を相手取る方式の他、4名が2対2に、あるいは6名が3対3に分かれて1つの対戦を行なうチーム戦もある（元々は開発チームが考案した非公式ルールだったが、一部は後に大会公式ルールとなっている）。

### レギュレーション
TCGはプレイヤーが任意のカードを選んでデッキを構築するため、ゲームそのもののルールや大会のルールとは別に「使えるカードの範囲」についての制限が設けられている。この制限を「レギュレーション」「フォーマット」などと呼ぶ（以下「レギュレーション」で統一）。コンボやエラッタと同様、ルールの共通認識を取りやすいため、非公式の対戦において公式大会のレギュレーションに準じる事例は珍しくない。
TCGのレギュレーションは、大きく二種類に分けられる。事前に十分な時間をかけ構築・調整されたデッキを用いる「構築戦（コンストラクテッド）」と、その場で配られたカードだけで即興で構築したデッキを用いる「限定戦（リミテッド）」である。構築戦・限定戦とも、さらに細かな分類がある。
- 主な構築戦
  - 入手が容易な、一定の期間内に発売されたカードが自由に使えるもの。最も一般的なレギュレーションで、通常は一期 - 二期の型落ちカードの使用が認められている。
  - 製品のプロモーションを兼ねた、最新製品のみに限定されるもの。このレギュレーションでは一期以上の型落ちのカードは全く使用禁止となり、参加者は最新作のスタータデッキ及びブースターパックのみでデッキを構築しなければならない。そのため、完全にスタータデッキのみでの参加の場合もある[注 14]。
  - 古く入手しづらい過去の型落ちカードも含めた、全てのカードを使えるもの。
  - 通常の半分の枚数のデッキ[注 15]を用いるもの。入門試合や練習試合としてのレギュレーションとして主用されることがある。カードの生産期間の制限は前三者のレギュレーションのいずれかとなる。
- 主な限定戦
  - 複数の未開封（と同等の）パックに含まれるカードのみ使えるもの。プレイヤーによって使用できるカードが異なる。一般にシールド（sealed、未開封の意）戦と呼ばれる。シールド・デッキも参照のこと。
  - グループとなったプレイヤーが一定の規則に基づいて順にカードを選び取り、獲得したカードのみ使ってグループ内で対戦するもの。一般にドラフト（draft、選び取るの意）戦と呼ばれる。ブースター・ドラフトも参照のこと。

構築戦の場合、使えるカードの自由度が高いため、そのレギュレーションで使えるコンボの発見と活用、そうしたコンボへの対策を考えることが重要である。強力すぎて一方的な試合となるようなコンボを防ぐため、枚数制限や禁止カード、エラッタなどの制限が別途設けられることもある。またデッキの運用法さえ把握していれば（初心者であっても）ある程度の強さが保証されることから、公式大会の上位入賞デッキをそのまま、あるいは自己流にアレンジして使う者も少なからず見られる。
限定戦の場合、どのカードを使えるかは運や駆け引きに拠る点が大きいため、よほどの幸運がない限りコンボは成立せず、枚数や禁止カードなどの制限は設けられていない。だが、所有カードなどの資産量に大きく左右されないという意味ではイーブンであることから、カード単体に対する全般的な知識が重要となり、即応力や記憶力などのトレーディングゲームそのものに対する基礎的な能力も求められる。その為、「プレイヤーの真の実力を見たければ限定戦」と言う者もいる。

### ルール上の共通点
ほとんどのTCGには、上述した販売上の共通点のみならず、ルールにもいくつかの共通点がある。ただし、一部のアーケードカードには当てはまらない点もある。
- ターン制のシステムを用いている。これにより各プレイヤーは自分の番に、決められた回数、決められた順番で行動を起こすことになる。
  - ゲーム性を重視したタイトルやある程度の年齢層以上をターゲットにしたタイトルでは、対戦相手のターン中に使用できるカードも存在しており、それらのカードによる妨害や割り込みの駆け引きが更にゲーム性を高めている。
  - TCAGの場合、コンピュータに複雑な処理かつ公正な判定を任せられるため、ターン制ではなくリアルタイム制のシステムが採用されていることが多い。カードの能力使用などの行動も、基本的に宣言順にリアルタイムに処理される。なお操作方法は、盤面上でカードを動かすもの（『三国志大戦』など）、カードやデッキを読み込みボタンで操作するもの（『甲虫王者ムシキング』など）、カードやデッキを読み込みタッチスクリーンで指などで操作するもの（『アヴァロンの鍵』など）がある。他には自動車とロボット二つの操作性を持つ操作盤を持つ『超速変形ジャイロゼッター』がある。
- カードを使用するには、ポイントで示される制限事項を満たす[注 16]必要がある。例えば『マジック:ザ・ギャザリング』では「マナ」、『ポケモンカードゲーム』では「エネルギー」と呼ばれる要素である。強力な効果を持つカードほど、より強い制限がかかっている。この制限により、序盤は弱いカードで攻防を繰り返し、ゲームが進行すると強いカードで勝敗を決するシステムになっている。全く同じ効果のカードであっても、この制限の強さだけでカードそのものの強さが変わるため、製作側は設定に対して慎重にならざるを得ない。
  - ポイント以外の特殊な制限事項が課せられるカードや効果も存在する。『遊☆戯☆王OCG』の「生け贄召喚/アドバンス召喚」（他のカードを破棄して使用）や『フューチャーカード バディファイト』の「必殺技カード」（各ターンのファイナルフェイズのみ使用可能）や「フラッグカード」（所属表示用のみにしか用いず、直接試合に使用できない）など。
- カードの「状態」と言う概念が存在し、カードの向きや表裏の置き方などによって現在の状態が示される。例えば、縦向きのカードは通常通りに使えるが、カードが一時的に使えない状態のときはカードを横に寝かせて示す、と言った具合である。
  - TCAGの場合、カードの「状態」は存在するが、カードの向きとカードの状態は関連しないこともある。
- トランプなどのカードゲームにおける「場」「手札」「山札」「捨て山」と呼ばれるエリア概念が存在する。ただしトランプなどとは異なり、それらは各プレイヤーごとに個別に処理する。タイトルによって呼称は異なる場合も多い。また、「場（フィールド）」が升目に区切られていて、その位置をプレイ進行に拠って囲碁や将棋の様に移動することが必要なゲームもある（『Z/X』など）。
  - 一部のTCAGにはこのような概念は存在しない。ただし、「一時的に使えない状態」になった場合に「状態回復」させるための「場外」エリアは存在する。
- 点数システムがあり、これによって最終的な勝利条件や1ゲームにかかる時間が決まる。
  - 中には完全にゲームシステムを一致させ、別タイトルのカードを混ぜて遊ぶことの出来るTCGも存在している（『クルセイドシステムカードシリーズ』『ミスチーエンジン』）[注 17]。なお、『ChaosTCG』に関しては、発売当初からは公式試合での使用が認められていなかったAXIA製品の『東方混沌符』の使用が2016年から許可された[注 18]が、後者は前者のシステムで作られた二次創作であった為に出来た事である。

### ルールの差異
TCGはルール上の共通点も多いが、ルールの細かな差異によって異なるゲーム性を持ち、多くのタイトルを生み出す要因のひとつとなっている。以下に代表的なルールを示す。

#### 勝利条件
- 自身が一定数のポイントを溜める（ダメージ制）：『ヴァンガード』や『ヴァイスシュヴァルツ』等。原則として時間制限はないが、公式大会などでは開催時間の都合で時間制限が設けられる場合もある。
- プレイヤーに設定されたポイントを削って0にする（ライフ制）：『マジック:ザ・ギャザリング』『遊☆戯☆王OCG』『バトルスピリッツ』など
- ゲーム開始時に配置したカードを減らして0にする（シールド制）：『ポケモンカードゲーム』『デュエル・マスターズ』『WIXOSS』『ファイアーエムブレム0』など、なおデュエル・マスターズは配置したカードを減らし0にした後もう一度プレイヤーにアタックしなければならない（ダイレクトアタック）
- 相手の山札を減らして0にする（山札ライフ制）：『リセ』『ChaosTCG』など
  - 但し他のタイトルでも、メインの勝利条件とは別に、自分の山札が0になると敗北とみなされるルールが設定されていて、相手の山札を0にすることを意図的に狙う戦略（デッキ破壊・ライブラリーアウト）が部分的に存在することはある。
- 対戦相手の手駒を一定数、使用不能にする（ノックアウト制）：『ポケモンカードゲーム』『メダロット』『ランブリングエンジェル』など。
- 対戦時間やターン数に制限があり、制限内に対戦相手に与えられたポイントを削る、あるいは自身がより多くのポイントを獲得するもの。上述の各ルールとの違いは、時間やプレイ回数の制限が前提となっている点である：『三国志大戦』等。
  - 指定以上のポイントを稼いだ後、特定のマスに進む：『カルドセプト』（マスを進む構造によってプレイできるターン数が制限される）。
- 野球などスポーツを題材としたタイトル：『パワフルプロ野球カードゲーム』『ハイキュー！！バボカ』など。
- ポイントや時間以外の勝利条件を持つもの。
  - 領地を展開し、自身の手駒で対戦相手の「本陣」を占領する：『モンスターコレクションTCG』。
  - 勝利条件が書かれたカードを引き、その勝利条件を満たす（フォースエフェクト制）：『名探偵コナンTCG』『ラグナロクオンラインCG』等、アニメ・漫画等を題材とした過去のゲームシステムのタイトルに多い。また、ルールではなく一部のカードに特殊効果として設定されているタイトルもある（『マジック:ザ・ギャザリング』『遊☆戯☆王OCG』等）。
  - 対戦相手が投了する。タイトルによっては投了が禁止されている場合もある。

## カードの価値

### 投資
TCGは一般的に、一定規模の金額が投資として要求されるゲームと認識されている。その主な理由にはおよそ以下の様なものがある。
- TCGの公式販売形態では、カードは基本的にランダム入手であり、カードの入手そのものが一種のギャンブル性を持つ。
- 公式大会においては、希少度に関わらず全て本物の公式カードを使用せねばならず、カードの代用は認められない。
- 希少度の高いカードや強力な効果を持つカードは、金銭を支払ってでも入手したいと言うプレイヤーも多く、そうした実情から任意のカードを単体で金銭取引する「シングルカード」の市場が存在する。
  - 希少度と公式大会での使用頻度が高いカードは高価値とされ、デッキ構築に要するカードを揃えるためには投資額が数千 - 数万円になることもある。
  - 「ゲームソフト付属」「イベント・大会限定」などのカードは、メーカーの販売戦略上、破格に強力である場合が多く、また一定期間を過ぎると入手困難になるため、レートも高騰しがちである。
  - TCAGは元のカード入手コストが高い（1枚100 - 300円で、単価はアナログTCGの約3 - 10倍）ため、価格が高騰する傾向にある。
  - 逆に公式大会で使用できないカードや、製品として終息し公式大会そのものが開催されなくなった（TCAGの場合は、筐体が撤去され、オンライン運営が終了した）タイトルのカードは、価値がないと見なされる（ただし、コンプリートされていればコレクションとしての価値を認められる事はある）。
  - 希少度が低いカードは流通量も多いため、公式大会で使用できるカードであっても価値を低く見られがちである。特に希少度が最も低いコモンカードは、市場が形成されないばかりか数枚から十数枚の束で売られたり、場合によっては開封直後にゴミ箱に捨てられたり、そのまま破り捨てられることすらある（そうしても惜しくないほど入手が容易ということである）。
  - エラッタや大会結果によって、カードの価値が大きく変動することも珍しくなく、場合によっては投機的な価格変動も起き得る。高額な（通常は数千円程度）のカードにエラッタが出たり使用禁止になったりして価値が暴落することや、不人気の安価なカードが大会優勝デッキのキーカードになったことで価値が高騰することもある。

単にデッキを構築し対戦するだけであれば、カード資産を問わない限定戦を行う、カード資産を十分に持つ者から余剰カードを分けてもらうなどの方法で、コストを掛けなくても遊ぶことができる。しかしゲームに勝利するためには戦術や戦略に基づいたデッキ構築が欠かせず、戦術や戦略に適した任意のカードを入手したいと言う欲求が投資を煽る一因となっている。
また勝利を意識すると、勝ち負けを問わない友人同士のカジュアル・プレイには満足できなくなり、真剣勝負の場である公式大会を意識し目指すようになる。公式大会においてはカードの代用が認められないため、大会参加に必要なカードを揃えるだけでも投資を要求され、さらに勝利に必要な強力なカードの多くは入手が困難なため投資額が高騰する傾向にある。特に、高額賞金をえさに巨額投資を煽るようなゲームもあり、問題とされることもある。
TCGはひとつのタイトルへの投資額が大きくなりがちなため、複数タイトルを掛け持ちするユーザーはそれほど見られない（2021年現在、ほとんどのトレーディングカードゲームでは他トレーディングカードゲームのために発行されたカードを用いることを認めていないという理由もある）。
なおTCAGにおいては、「カードの購入」と「プレイ料金の支払い」と「ゲームのプレイ」が一体であることから、「掘り師」や「狩り師」と呼ばれるプレイヤーが一部のゲームで問題視されている。これらについては「掘り師 (ゲーム)」を参照。

### 新規タイトルに対する参入障壁
- ユーザー側

新規展開されたタイトルへの参入は、人気が不確定であり、メーカーの早期撤退などによってせっかくの投資が紙屑になってしまうリスクが大きいため、プレイヤーにとって参入障壁が大きいほか、対戦環境に関する情報が既存タイトルと比較して乏しい。
- メーカー側

トレーディングカードゲームの運営には法規制が存在せず、株式会社はもちろん、非営利団体や個人、地方公共団体なども運営に参入することができる（個人名義でのトレーディングカードゲームの登録商標も存在する）。よってここではトレーディングカードゲームを運営する団体を「運営団体」と表記する。
人気が不確定であるためプレーヤーの参入障壁が存在することは上記の通りだが、人気コンテンツを原作にもつタイトルであってもTCGとしての収益が確保できるとは限らず（名探偵コナン、パズル＆ドラゴンズ、グランブルーファンタジー等）、どのようなタイトルであっても赤字のため早期撤退が必要となるリスクがあることから、収益性からみた場合運営団体にとっても参入障壁が大きい。

### 保存状態
TCGのカードのほとんどは劣化しやすい紙製であるため、カードの保存状態はカードの価値を大きく左右する。特にカード裏面の傷や汚れは、裏返した状態でカードを特定する目印と見なされ、公式大会で反則対象になり得るため敬遠され、カードの価値も低く見られがちである。TCAGの場合、傷や汚れのあるカードを使用しても特に問題はないが、筐体のカード読み取りに支障をきたすため、やはり避けられる傾向にある。
「遊ぶためのカード」としての特性から、コレクションを目的とした他の紙製品に比べても、TCGのカードは非常に劣化しやすい。またTCGの性質上、公式販売期間は限られており、任意のカードを入手するのは困難なため、使い古され擦り切れたカードを同種の新しいカードに交換することは（稀少度の高いカードほど）難しい。こうした理由から、使い古された状態のカードより、新品に近い状態のカードの方が高い価値を持つ。
カードの状態保存と対戦でのカード使用を両立させるため、「（カード）スリーブ（card sleeve）」と呼ばれる保護袋が用いられる場合も多い。カードスリーブについての解説はカードスリーブを参照のこと。

### カード資産とユーザー格差
TCGでは、ゲーム経験が同等であっても、カード資産（所有しているカードの総量と種類）によってある程度のユーザー格差が発生する。これは、カード販売形態がランダム性を持ち、プレイに必要最低限の環境を整え維持するだけでもある程度の継続的な投資を要求されるためである。特に、新しいシリーズが発売される場合には、同様にある程度のまとまった投資が必要となる。またカードに対する知識・情報が勝利に直結することの多いTCGにおいて、カード資産は（経験が少ないほど）重要な情報源となり得る。
カード資産によるユーザー格差は、TCGに対する知識量・情報量が少ないほど顕著になる。例えば知識量・情報量がゼロであっても、カード資産を持つ者は非プレイ時にカードを確認し、カードに対する知識・情報を自分なりに咀嚼できる。一方、カード資産を持たない者は非プレイ時に未所持のカードを確認できず、カードに対する知識・情報を把握するのに時間と手間を要する。
ゲーム経験とカード資産が豊富な古参ユーザーと、ゲーム経験もカード資産も乏しい初心者ユーザーの格差は、当然ながら非常に激しく、後発ユーザーは圧倒的な不利を強いられることになる。販売期間が長いタイトルにおいて、その傾向は非常に顕著であり、レギュレーションは元々、この格差を是正するために考案されたものである。そのため販売期間が長いタイトルでは数種類のレギュレーションが用意され、最も大会の多いレギュレーションでは「最新の数種類のセット」以外は使用不可として、カード資産による格差を埋めようとしている。
逆に言えば、制限の少ないレギュレーションでも使用されるほどの強力なカードでも無い限り、一定期間（たとえば『マジック:ザ・ギャザリング』では12 - 18ヶ月）でカードの価値が無くなる。一方で、新規ユーザーへの配慮やゲームバランスの調整、古参ユーザーのゲーム離れ阻止などの目的から、過去のシリーズに収録されていたカードを新しいシリーズに再録する場合もあり、この場合は収録されたシリーズが許可されるレギュレーションであれば、カードの新旧を問わず使用できる（使用不可としたタイトルもあったが、数ヶ月で撤回されている）。また同様の理由で、カードの名前と能力を微妙に変えて「調整」したカードを収録し、過去のシリーズに収録されていたカードを意図的に使えないようにしている場合もある。
ゲームの特性上一人では遊ぶのは難しい。また、TCGのブームが衰えている2009年現在、ショップなどの店頭に設置されていた対戦スペースが利用率の低下などの理由で撤去されるなどの事情により、ゲーム仲間を見つけることが難しくなっている。同様に、「（ゲームセンターのゲーム機をほとんど利用しない）トレーディングカードゲームのプレイヤーが長時間滞留する」などの理由で、ゲームセンターの休憩スペースに設置されていたテーブルが撤去されるケースも見られている。ゲーム仲間が集まる公式大会は真剣勝負の場であることが多く、こちらも初心者が気軽にプレイしプレイ方法を実践で覚える環境とは言いがたく、ビギナー向けと銘打ったイベントは少ない。このような風潮がTCGの新規プレイヤー加入を妨げているという声もある。
最近では、このような後発者が圧倒的に不利となる風潮を修正するため、多くのタイトルで「構築済みデッキ」などにデッキ構築の基本となるカードや、入手が困難であった強力なカードを収録することなどで、新規参入者を確保するため努力は続けられている。ただし収録されたカードが高額カードだと、それ目的で熟練者や転売目的の者が買い占めることも多く、さらに店によっては希望小売価格より高い値をつけたり、店側で開封してシングルカードとして販売するなどして（複数入っていたレアカードがバラ売りされて、合計値は構築済みデッキを買うより高い）、結局はメーカーの意図とは裏腹に肝心のターゲットである初心者の手に渡らないという問題が発生することもある。
『マジック:ザ・ギャザリング』の『ゲームナイト：フリー・フォー・オール』はボードゲームとして単体で遊べるようにゲームバランスを調整されたデッキが構築されている。そのため、カード資産によるユーザー格差なしでカードゲームを楽しむことが出来る（単に既存の入門デッキを使った対戦練習セットではなく、ボードゲームとして楽しめるように設計されている。）。

## メーカー非純正品のカード
TCGが一定の市場とプレイヤーの規模を確立している現在では、オリジナルカードなどと称する二次創作の企画が盛んに行われている。詳細についてはオリジナルカードの項目を参照。

## コンピュータゲーム
TCGはコンピュータゲームにも影響を与えている。TCGを再現したゲームはコンピュータゲームのジャンルの一つとして認められつつある。
実際に存在するTCGがコンピュータゲーム化されたり（『マジック:ザ・ギャザリング』『ポケモンカードゲーム』）、コンピュータゲームオリジナルのTCGが登場したり（『トレード&バトル カードヒーロー』）、TCGの要素を他のジャンルに融合したタイプのゲームも登場した（『カルドセプト』『ファントムダスト』）。また、当初は漫画に登場したオリジナルのTCGがコンピュータゲーム化され、さらに実際のTCGとして発売されるケースもあった（『遊☆戯☆王OCG』）。TCGのビジネスモデルはソーシャルゲームなどの携帯電話ゲームの発展にもつながった。
TCGにおいて、カードの効果はルールに従って厳密に適用されるため、コンピュータプログラムとの相性は良いと言える。複雑な効果が組み合わさった場合、対戦者同士で効果の適用について揉めたり、さらには公式大会においてすら判断が割れる場合もあるが、プログラムに判定を委ねることで公正に処理できる。カードの整理や、卓上に展開する手間もコンピュータ上なら容易に解決する。反面、プログラムされた以外の遊び方が出来ない、新シリーズのデータを追加することが困難（これはオンライン化で解決可能）など、TCGならではの遊びの幅を狭めてしまうという欠点もある。手元に現実のカードが残らないので、コレクションするモチベーションも低い。逆にコレクション性を重視しないプレイヤーからは高評価となる。しかしながら、コレクション部分を意識したオンラインTCGで、ゲーム内で手に入れたカードを実物のカードとしてプレイヤーに進呈（郵送等）するというシステムを編み出すことにより、新しい価値を生み出したサービスも存在する。逆に、パスワード等を用いて、現実に手に入れたカードをゲーム内に出現させるという手法もある。同様にリアルのカードからデータを読み込む外部入力装置（スキャナやカメラ）を用いたアーケードゲーム筐体やスマホゲーム（『GUNDAM CROSS WAR』等）もある。